# Colonia Tirolesa
Colonia Tirolesa es una localidad y municipio situado en el departamento Colón, provincia de Córdoba, Argentina. La localidad propiamente dicha tiene una población de 8.177 según los datos del censo 2022. Se encuentra ubicada a 27 km de la ciudad de Córdoba y se conecta con ésta mediante la ruta provincial (pavimentada) A-174.

## Historia
Colonia Tirolesa fue fundada el 18 de octubre de 1891 por las familias Conci, Cecato y Monasterolo, un grupo de colonos provenientes del Imperio Austrohúngaro. Estas familias habían partido en 1875 de la región de Trentino-Alto Adigio/Sud Tirol, y su primera escala fue en Brasil, donde fundaron la colonia de Nova Trento en el estado de Santa Catarina. Sin embargo, tras un breve período, algunas de estas familias decidieron continuar hacia Argentina, estableciéndose inicialmente en el Departamento Totoral.
En Totoral trabajaron en la Estancia La Virginia durante aproximadamente dos años, pero la necesidad de tierras propias los llevó a contactar a Don Tristán Almada, quien ofrecía terrenos a bajo costo. Finalmente, adquirieron 500 hectáreas en una zona conocida como "El Martillo" (El Bajo), marcando el inicio de la colonia.
Desde sus comienzos, los colonos se dedicaron principalmente a la producción de uvas para vinificación. En 1908, Don Joaquín Conci fundó la primera bodega del pueblo, ubicada en el terreno donde hoy se encuentra el Frigorífico Regional Cantonatti.
El comercio también comenzó a desarrollarse rápidamente. En 1895, Don Enrique Conci abrió el primer almacén de ramos generales. Ese mismo año, el 2 de diciembre, ocurrió una tragedia que marcó a la comunidad: Doña Anunciata Cecato perdió la vida al ser atropellada por un carro mientras protegía a sus tres hijos pequeños. Este lamentable suceso motivó la construcción de la primera capilla del pueblo. El terreno fue donado por Francisco Cecato y Basilio Conci, y la capilla, dedicada a la Inmaculada Concepción, se completó en 1907 con la imagen de la Virgen de Murillo.
La primera escuela primaria se creó en 1901, funcionando inicialmente en la casa de la familia Lazo y luego trasladándose a la de la familia Alvariño. En 1919, el diputado provincial Pablo Rueda gestionó la construcción de un edificio escolar en un terreno donado por Don Gedonio Conci. Finalmente, en 1927, se inauguró el edificio que llevó el nombre de escuela Doctor Pablo Rueda, consolidando la educación formal en la comunidad.

### Reconocimientos y tradiciones
En 1939, Colonia Caroya organizó la primera Fiesta de la Vendimia, un evento que celebraba la producción vitivinícola de la región. Desde Colonia Tirolesa, María Monasterolo representó a la localidad y fue coronada Reina de esa edición inaugural. Su elección, luego de una deliberación acalorada, fue definida por el entonces gobernador de Córdoba, Amadeo Sabatini.

## Actividad económica
Actualmente Colonia Tirolesa tiene una gran producción agrícola - ganadera, diferentes establecimientos de chacinados con productos típicos elaborados a la manera de los primeros inmigrantes y múltiples comercios que hacen de esta región una comunidad en continuo crecimiento.

## Población
El municipio comprende cuatro sectores urbanos y una amplia zona rural (se indica la población según el censo nacional de 2001):
- Santa Elena (691 habitantes)
- Colonia Tirolesa (685 habitantes)
- Estación Colonia Tirolesa (442 habitantes)
- La Puerta (246 habitantes).

Santa Elena se encuentra a 3 km al sur de Colonia Tirolesa; La Puerta (no confundir con la localidad homónima del Departamento Río Primero), está 11 km al norte, ambas por la ruta A 174; mientras que estación Colonia Tirolesa se encuentra unos 4 km al sur, en la línea ferroviaria del F.C.G.B.
En 2008 se realizó un censo de población a nivel provincial, que registró la población total de los municipios, incluyendo la población rural, el que arrojó la cifra de 5.208 h para este municipio.

## Sismicidad
La sismicidad de la región de Córdoba es frecuente y de intensidad baja, y un silencio sísmico de terremotos medios a graves cada 30 años en áreas aleatorias. Sus últimas expresiones se produjeron:
- 22 de septiembre de 1908 (116 años), a las 17.00 UTC-3, con 6,5 Richter, escala de Mercalli VII; ubicación 30°30′0″S 64°30′0″O / -30.50000, -64.50000; profundidad: 100 km; produjo daños en Deán Funes, Cruz del Eje y Soto, provincia de Córdoba, y en el sur de las provincias de Santiago del Estero, La Rioja y Catamarca[3]

- 16 de enero de 1947 (78 años), a las 2.37 UTC-3, con una magnitud aproximadamente de 5,5 en la escala de Richter (terremoto de Córdoba de 1947)[2]

- 28 de marzo de 1955 (70 años), a las 6.20 UTC-3 con 6,9 Richter: además de la gravedad física del fenómeno se unió el desconocimiento absoluto de la población a estos eventos recurrentes (terremoto de Villa Giardino de 1955)

- 7 de septiembre de 2004 (20 años), a las 8.53 UTC-3 con 4,1 Richter

- 25 de diciembre de 2009 (15 años), a las 21.42 UTC-3 con 4,0 Richter

## Galería

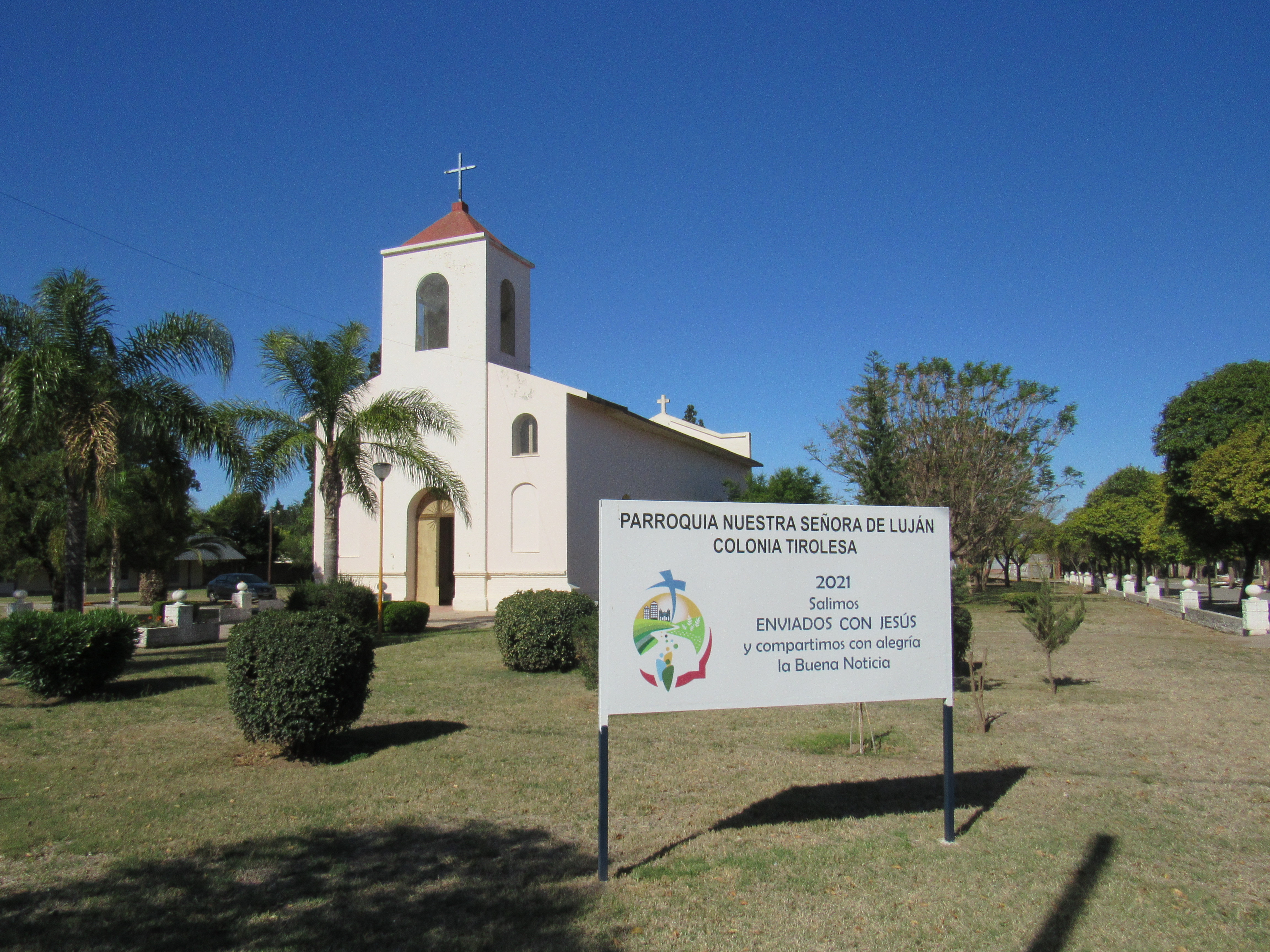
Templo dedicado a María Santísima de Luján
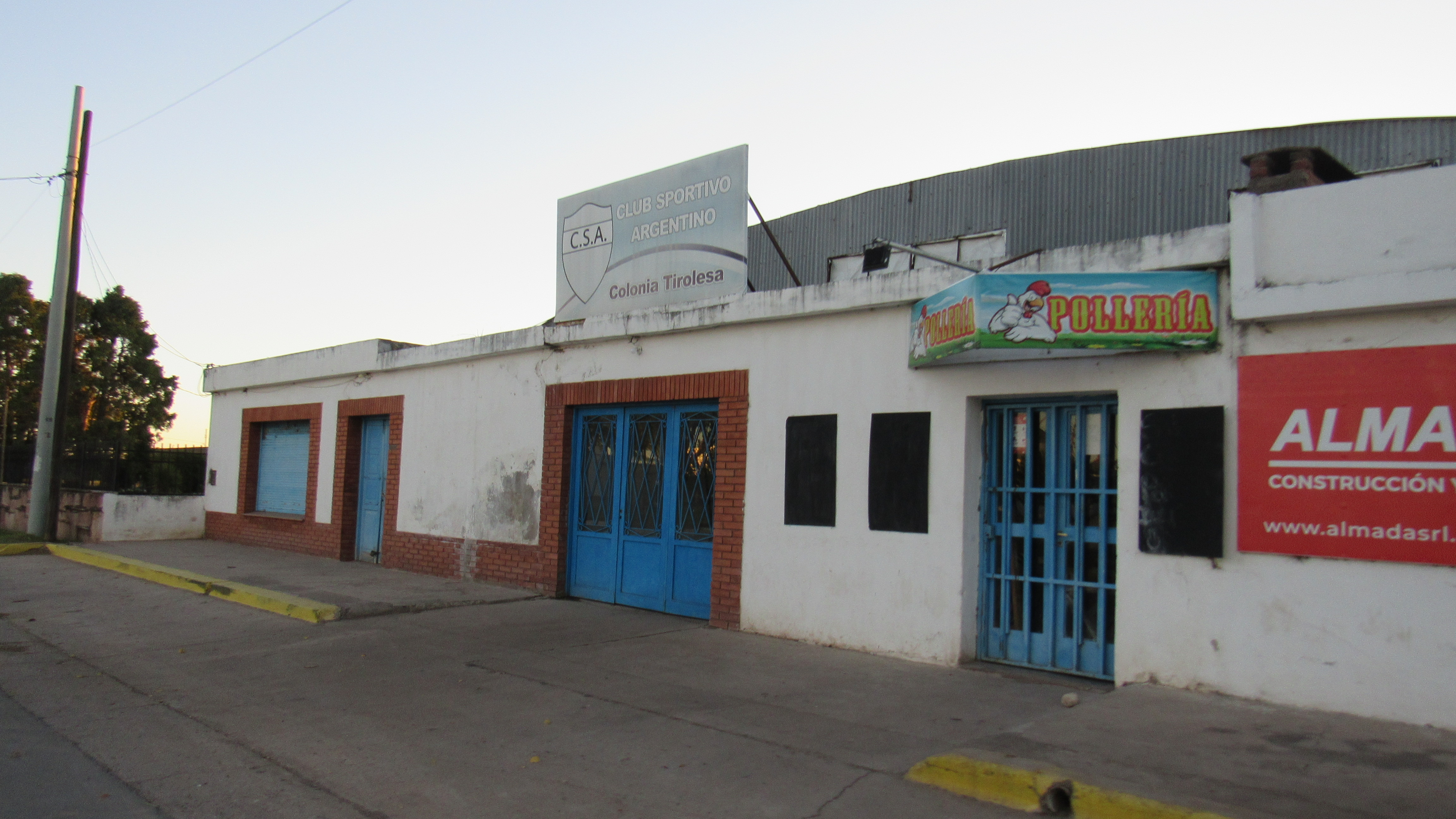
Sede del Club Sportivo Argentino
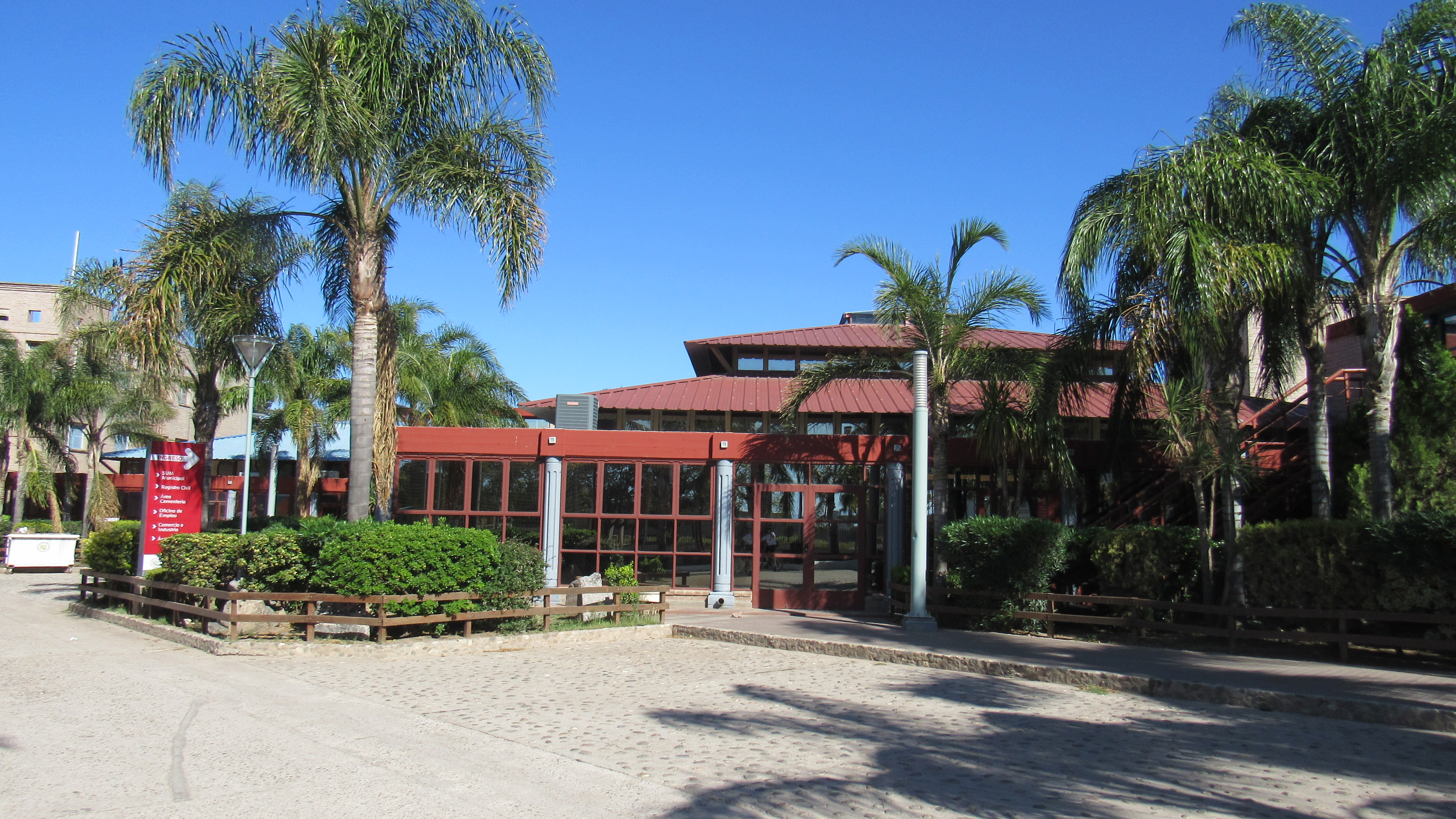
Ayuntamiento local
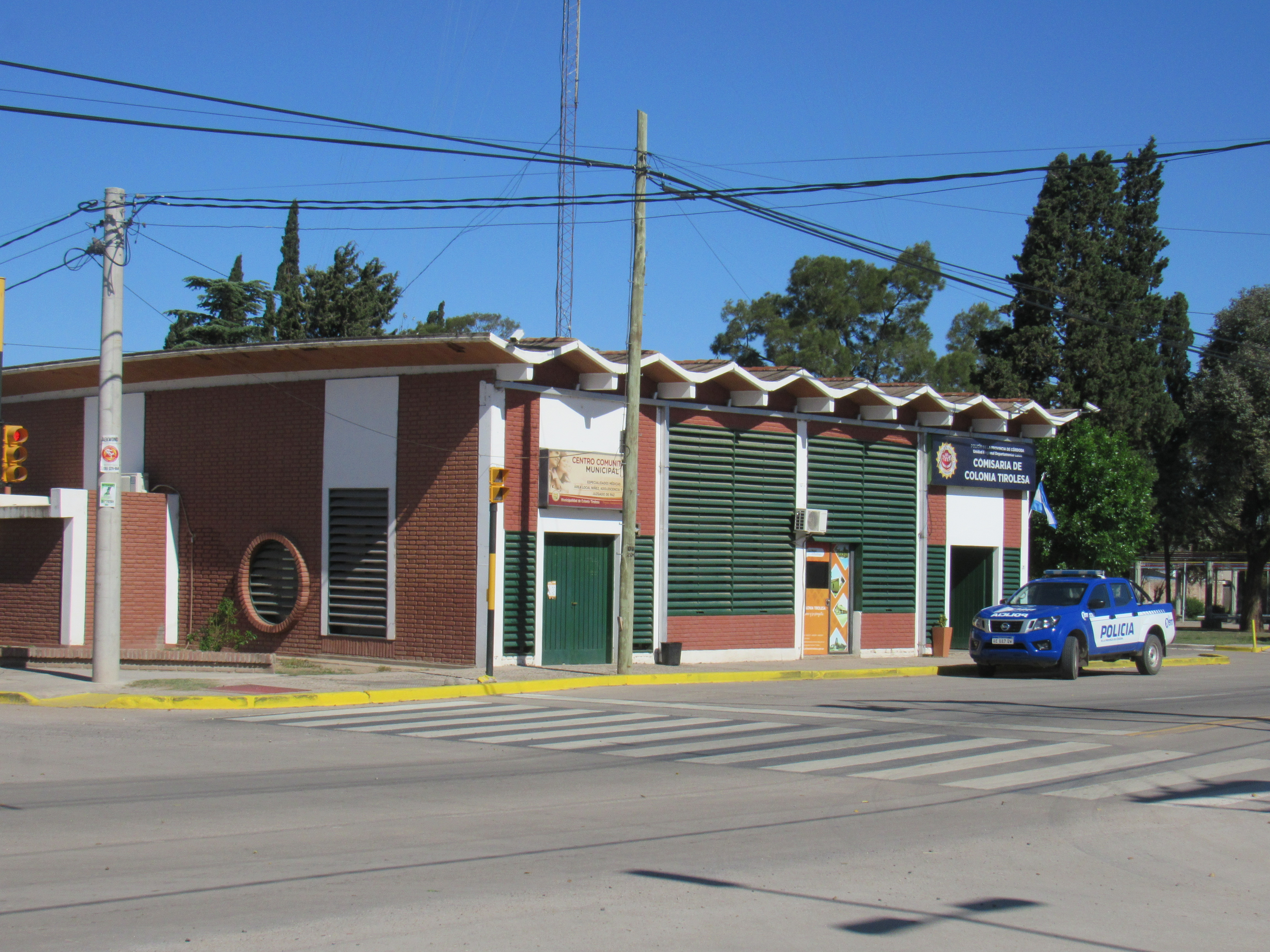
Comisaría de Colonia Tirolesa